# Ada (Bijbelse naam)
Ada is de naam van twee personen uit het Oude Testament van de Bijbel.
- De eerste vrouw van Lamech, de moeder van Jabal en Jubal. Tot haar en Lamechs tweede vrouw Silla is het Lied van Lamech gericht.[1]
- De eerste vrouw van Esau, een dochter van de Hettiet Elon.[2]